# Centranthus lecoqii

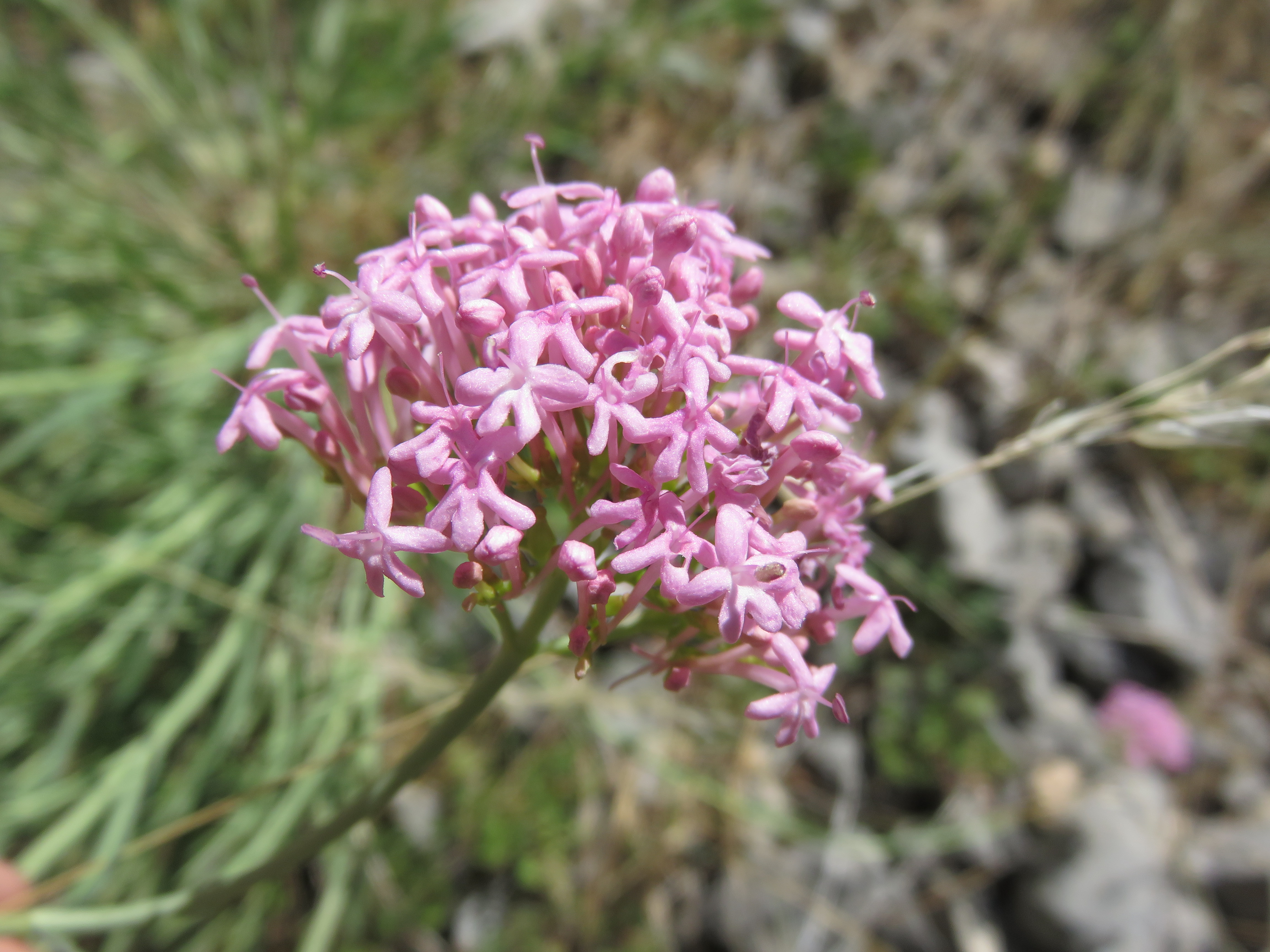
Inflorescencia

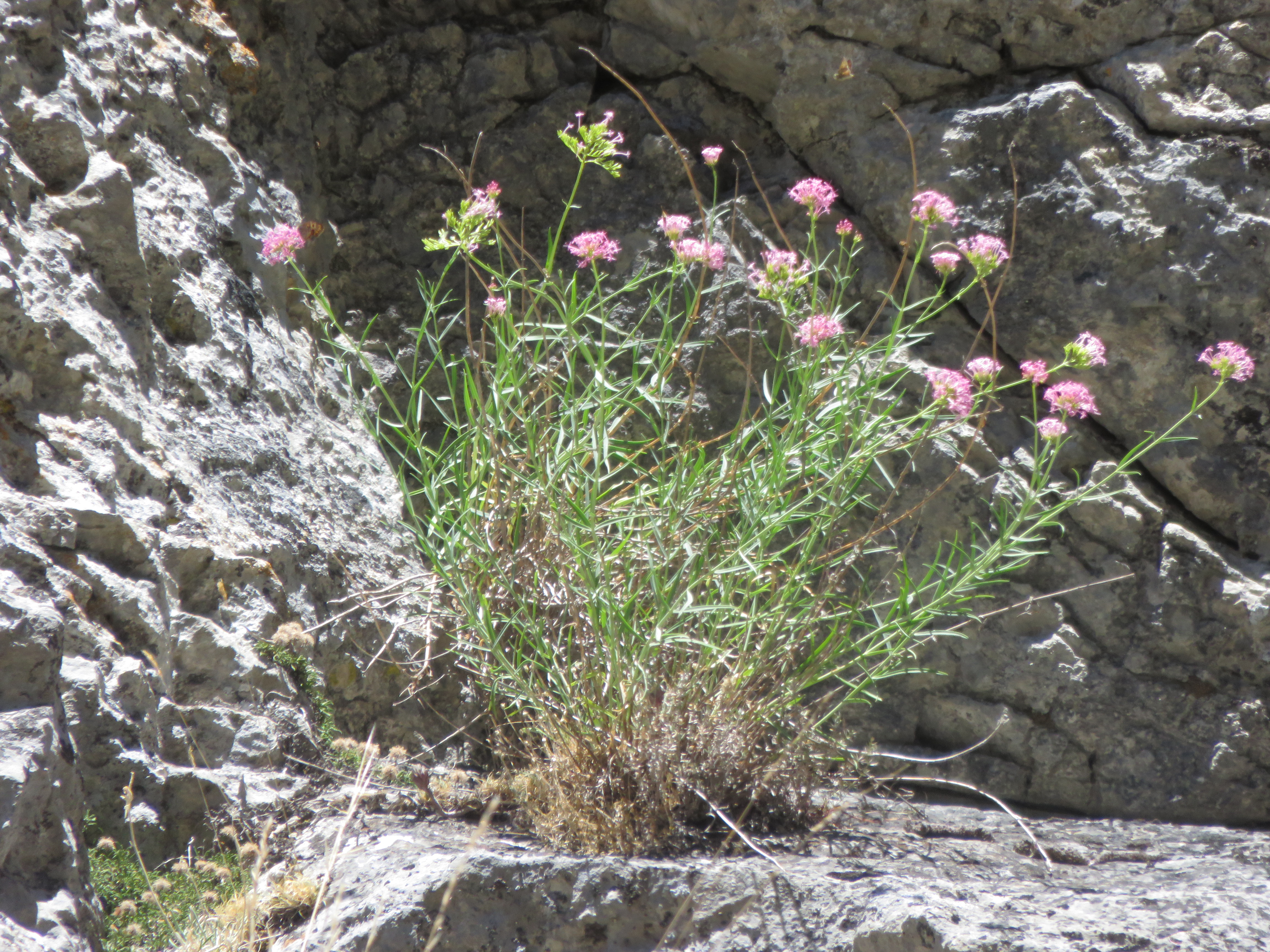
Porte en su hábitat

Centranthus lecoqii es una especie de planta de la antigua familia Valerianaceae, ahora subfamilia Valerianoideae. Es originaria de Francia.

## Taxonomía
Centranthus lecoqii fue descrita por Claude Thomas Alexis Jordan y publicado en Pugillus Plantarum Novarum præsertim gallicarum p. 76, en el año 1852.
Etimología
Centranthus: nombre genérico que deriva de las palabras griegas:
kéntron = "aguijón, espolón, etc".; y ánthos  = "flor". Las flores, en este género, tienen espolón.
lecoqii: epíteto otorgado en honor del botánico Henri Lecoq.
Variedades
- Centranthus lecoqii subsp. maroccanus (Rouy) I.Richardson

Sinonimia
- Centranthus angustifolius var. lecoqii (Jord.) Lange
- Centranthus angustifolius subsp. lecoqii (Jord.) Mateo & Figuerola
- Centranthus angustifolius subsp. longicalcaratus Pau
- Centranthus angustifolius var. longicalcaratus Pau
- Centranthus lecoqii var. longicalcaratus (Pau) J.López & Devesa[3]

## Nombre común
- Castellano: hierba de mil flores, mil amores, orejas de liebre.[4]